# 엠마 (2017년 영화)
《엠마》(이탈리아어: Il colore nascosto delle cose, 영어: Emma)는 2017년에 개봉한 이탈리아, 스위스의 영화이다.

## 캐스팅
주연
- 발레리아 골리노 : 엠마 역
- 아드리아노 지안니니 : 테오 역

조연
- 로라 아드리아니
- 발렌티나 카넬루티
- 쥬세페 세데르나
- 로베르토 데 프란체스코
- 애너 페르제티